# Дом архитектора Шмидта
Дом архитектора Павла Шмидта — памятник архитектуры во Владикавказе, Северная Осетия. Выявленный объект культурного наследия России. Находится в историческом центре города в Иристонском районе на улице Максима Горького, 30.

## История
Кирпичное двухэтажное здание в стиле модерн построено в 1907 году по проекту собственника областного архитектора Павла Павловича Шмидта.
План дома спроектирован на сложном рельефе. Архитектор выгодно использовал сложившуюся ситуацию с рельефом, создав в доме полноценные жилые комнаты. Фасад здания отличается своей двухцветностью: при кладке стен был применён белый и красный кирпич. Белым кирпичом выложены все выступающие детали фасада, красным кирпичом — основная плоскость фасада, выложенная в пустошовку. На фасаде здания использованы распространённые в то время рельефные кирпичные комбинации из кругов и узких вертикальных полос, шириной примерно в ½ кирпича. Цоколь и подоконники сделаны из природного белого камня. В стиле модерн выполнены две решётки цокольного этажа.
Автор здания окончил в Санкт-Петербурге архитектурный и сантехнический факультеты, что позволило ему применить свои знания при проектировке здания. Кроме оригинальных архитектурных решений, он применил в своём доме инженерные приёмы. В частности, в доме было устроено инженерное сооружение, выполняющее роль водонапорной башни, с помощью которого вода накапливалась в бетонном бассейне, располагающимся в чердачной полости здания
Особняк Шмидта стал образцом для строительства особняка адвоката Бёме на Павловском переулке.
До 1934 года в доме проживал сам архитектор П. П. Шмидт. С 1937 по 1977 года здесь жил народный артист СССР Владимир Васильевич Тхапсаев. С января 1994 года в здании размещается Музей театрального искусства имени Тхапсаева и квартира-музей В. Тхапсаева.

## Галерея
- Мемориальная доска Владимиру Васильевичу Тхапсаеву. Автор: Михаил Дзбоев. Установлена в 1987 году Решением № 478, п. 1 Орджоникидзевского Городского Совета народных депутатов от 17.07.1987[7].
- Мемориальная доска Павлу Павловичу Шмидту. Автор: скульптор Георгий Сабеев. Установлена 30.09.2007[8].